# Тейтъм Флин
Тейтъм Флин (на английски: Tatum Flynn) е английска писателка на произведения в жанра фентъзи и детска литература.

## Биография и творчество
Тейтъм Флин е родена в Лондон, Англия.
Работила е като крупие на круизни кораби в Карибите, писател за списания за пътувания, и учител по английски в Италия.
Първият ѝ роман „Жупел за закуска“ от поредицата „Дневниците на един д`Явол“ е издаден през 2015 г. Главният герой, 12-годишният Джинкс д`Явол, е най-малкият син на Луцифер. Той бяга от дома си в Пандемониум, град на насилие и адски мъки, и се среща с попадналото в ада мъртво момиче Томи. Двамата тръгват по следите на заговор, а по пътя си срещат месоядни коне, библиотеки с капани, надничащи иззад всяка лавица, и плаващи пясъци, гладни за плът.
Тейтъм Флин живее край морето в Англия.

## Произведения

### Серия „Дневниците на един д`Явол“ (The D'Evil Diaries)
1. The D'Evil Diaries (2015)
Жупел за закуска, изд.: „Сиела“, София (2016), прев. Борислав Стефанов
2. Hell's Belles (2016)
Дяволици-хубавици, изд.: „Сиела“, София (2019), прев. Борислав Стефанов